# Rari Nantes Napoli 2016-2017

## Rosa
| N° |                   | Ruolo | Giocatore                |
| -- | ----------------- | ----- | ------------------------ |
| 1  | Italia (bandiera) | P     | Gianluca Cappuccio       |
| 2  | Italia (bandiera) | CV    | Andrea Criscuolo         |
| 3  | Italia (bandiera) | D     | Davide Truppa (capitano) |
| 4  | Italia (bandiera) | A     | Fabio Maglitto           |
| 5  | Italia (bandiera) | A     | Manuel Occhiello         |
| 6  | Italia (bandiera) | CV    | Andrea Ricci             |
| 7  | Italia (bandiera) | A     | Alfredo Riccitiello      |

| N° |                   | Ruolo | Giocatore             |
| -- | ----------------- | ----- | --------------------- |
| 8  | Italia (bandiera) | D     | Ignazio Ciniglio      |
| 9  | Italia (bandiera) | CB    | Stefano Mauro         |
| 10 | Italia (bandiera) | A     | Andrea Scalzone       |
| 11 | Italia (bandiera) | A     | Andrea Renzuto Iodice |
| 12 | Italia (bandiera) | CB    | Marcello Cali         |
| 13 | Italia (bandiera) | CB    | Ciro Autiero          |

## Staff tecnico
| Allenatore: | Elios Marsili |